# Куп СР Југославије у рукомету за жене
Куп СР Југославије у рукомету за жене је национални куп који је настао 1992. распадом СФРЈ и расформирањем Купа Југославије у рукомету. Одржано је укупно 15 сезона овог такмичења, а 2003. када је СР Југославија променила име у Србија и Црна Гора, такмичење је преименовано у Куп Србије и Црне Горе у рукомету за жене.

## Финалне утакмице Купа СР Југославије
| Сезона   | Победник              | Резултат | Финалиста |
| -------- | --------------------- | -------- | --------- |
| 1992/93. | Металка - Светозарево |          |           |
| 1993/94. | Раднички, Београд     |          |           |
| 1994/95. | Будућност, Подгорица  |          |           |
| 1995/96. | Будућност, Подгорица  |          |           |
| 1996/97. | Будућност, Подгорица  |          |           |
| 1997/98. | Будућност, Подгорица  |          |           |
| 1998/99. | Напредак, Крушевац    |          |           |
| 1999/00. | Будућност, Подгорица  |          |           |
| 2000/01. | Будућност, Подгорица  |          |           |
| 2001/02. | Будућност, Подгорица  |          |           |
| 2002/03. | Раднички Београд      |          |           |
| 2003/04. | ДИН - Ниш             |          |           |
| 2004/05. | Будућност, Подгорица  |          |           |
| 2005/06. | Будућност, Подгорица  |          |           |